# Западноказахстанска област
Западноказахстанска област (каз. Батыс Қазақстан облысы, рус. Западно-Казахстанская область) се налази на западном делу Казахстана. Главни град области је Орал (или Уралск). Број становника области је 618.269 по попису из 2013.